# Shunsuke Tsutsumi
Shunsuke Tsutsumi (født 8. juni 1987) er en japansk fodboldspiller, som spiller for den japanske fodboldklub Kagoshima United FC.